# Bistro

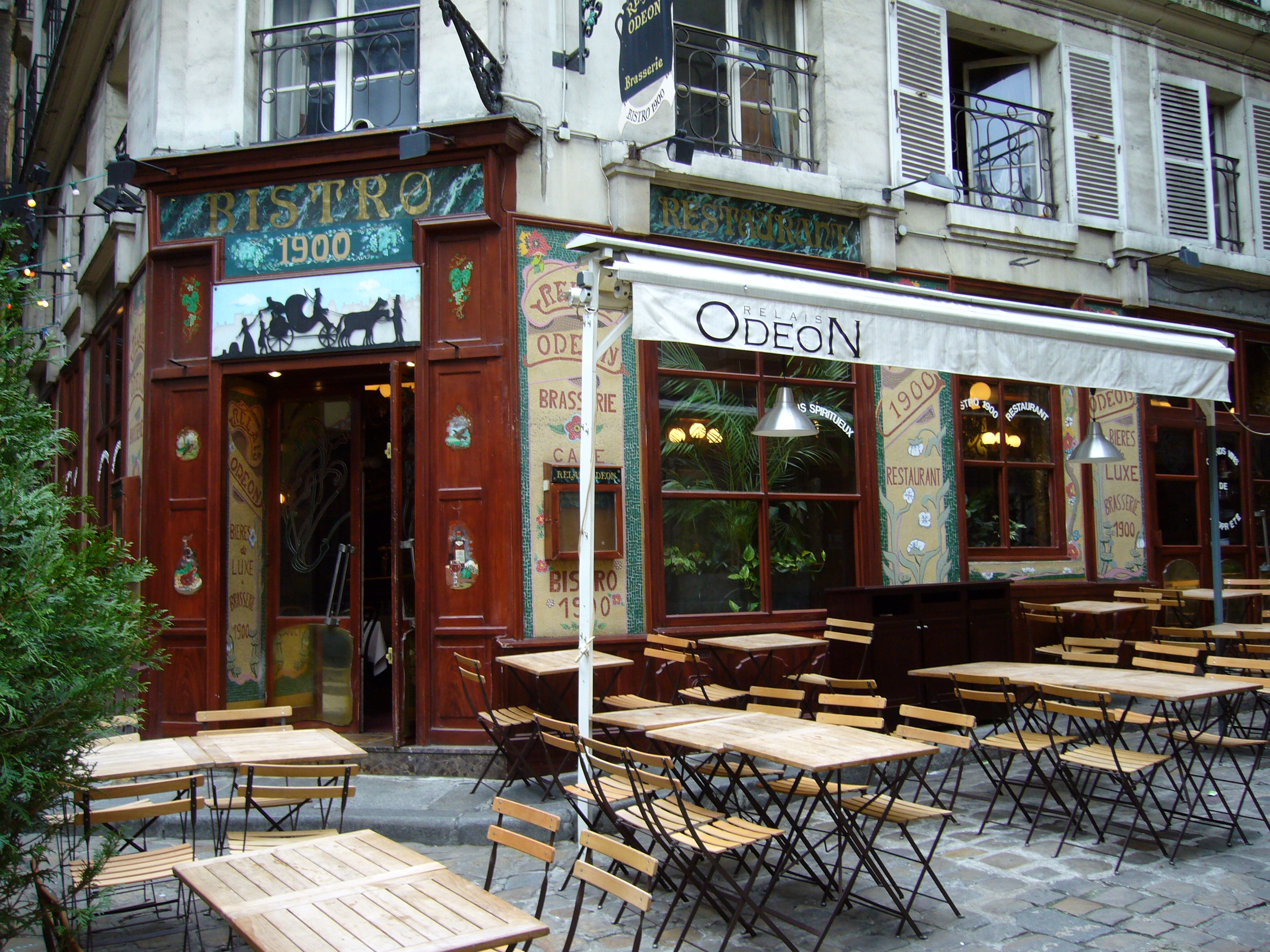
Bistro in Parijs

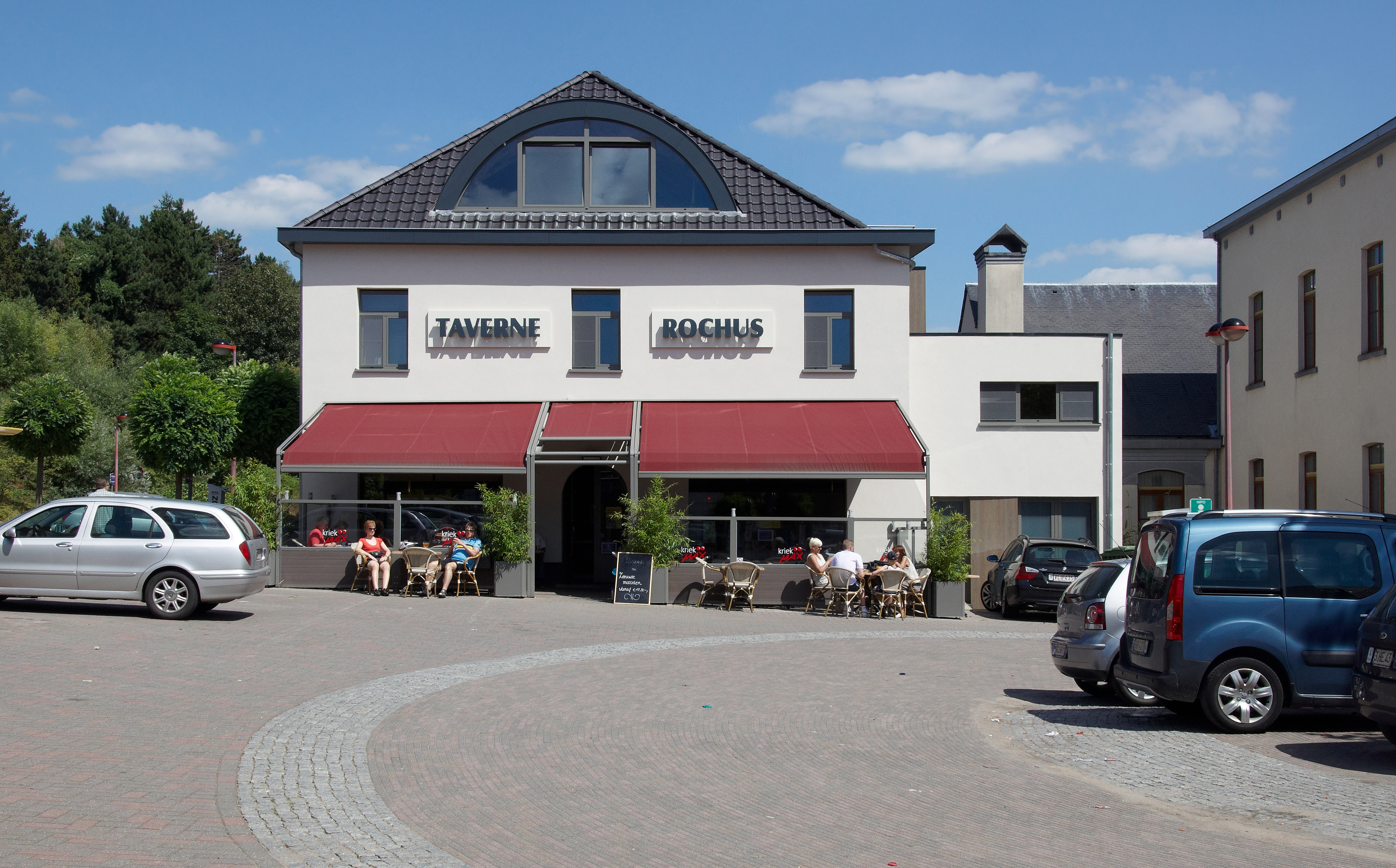
Taverne in België

Een bistro (ook wel geschreven als bistrot) is een eenvoudige eetgelegenheid, die het midden houdt tussen een restaurant en een café. Een bistro wordt ook wel petit restaurant genoemd.
In Nederland spreekt men vaak van een eetcafé, in België en andere landen soms van een taverne. Het concept werd in Nederland geïntroduceerd door Frans Fagel, die in 1961 een bistro onder de naam Chez François opende in de Utrechtse Drieharingstraat. Door de betaalbaarheid en het geromantiseerde Franse interieur werden bistro's daarna snel populair.
Een Japanse izakaya is vergelijkbaar met een bistro vanwege het aanbod van kleine gerechtjes en het uitgebreide aanbod aan dranken.